# Episodi di Le spie (prima stagione)
La prima stagione della serie televisiva Le spie è stata trasmessa per la prima volta negli Stati Uniti dal 15 settembre 1965 al 27 aprile 1966 sulla NBC.
In Italia, la serie è stata inizialmente chiamata Partita a due e poi ribattezzata Le spie. Inoltre, otto episodi della prima stagione sono stati trasmessi in disordine e in prima visione su Secondo Canale (vecchio nome di Rai 2) dal 10 settembre al 5 novembre 1967.
| nº | Titolo originale                   | Titolo italiano                   | Prima TV USA      | Prima TV Italia   |
| -- | ---------------------------------- | --------------------------------- | ----------------- | ----------------- |
| 1  | So Long Patrick Henry              |                                   | 15 settembre 1965 |                   |
| 2  | A Cup of Kindness                  | Scatola a sorpresa                | 22 settembre 1965 |                   |
| 3  | Carry Me Back to Old Tsing-Tao     | Riportatemi dal vecchio Taing Tao | 29 settembre 1965 |                   |
| 4  | Chrysanthemum                      | Crisantemo                        | 6 ottobre 1965    |                   |
| 5  | Dragon's Teeth                     | Il drago blu                      | 13 ottobre 1965   | 29 ottobre 1967   |
| 6  | The Loser                          | Il perdente                       | 20 ottobre 1965   |                   |
| 7  | Danny Was a Million Laughs         | Danny il bastardo                 | 27 ottobre 1965   |                   |
| 8  | The Time of the Knife              | Il povero Mike                    | 3 novembre 1965   | 17 settembre 1967 |
| 9  | No Exchange on Damaged Merchandise | Lo scambio                        | 10 novembre 1965  | 1º ottobre 1967   |
| 10 | Tatia                              | Tascia                            | 17 novembre 1965  | 24 settembre 1967 |
| 11 | Weight of the World                | Il peso del mondo                 | 1º dicembre 1965  |                   |
| 12 | Three Hours on a Sunday Night      | Miss Lauder                       | 8 dicembre 1965   | 8 ottobre 1967    |
| 13 | Tigers of Heaven                   | Fuochi d'artificio                | 15 dicembre 1965  | 10 settembre 1967 |
| 14 | Affair in T'Sien Cha               | Il treno                          | 29 dicembre 1965  | 22 ottobre 1967   |
| 15 | The Tiger                          | Tigre                             | 5 gennaio 1966    |                   |
| 16 | The Barter                         | Il Baratto                        | 12 gennaio 1966   |                   |
| 17 | Always Say Goodbye                 | Dire sempre addio                 | 26 gennaio 1966   |                   |
| 18 | Court of the Lion                  | La corte del Leone                | 2 febbraio 1966   |                   |
| 19 | Turkish Delight                    | Mister Karafatma                  | 9 febbraio 1966   | 5 novembre 1967   |
| 20 | Bet Me a Dollar                    | Scommettiamo un dollaro           | 16 febbraio 1966  |                   |
| 21 | Return to Glory                    | Ritorno alla gloria               | 23 febbraio 1966  |                   |
| 22 | The Conquest of Maude Murdock      | La conquista di Maude Murdock     | 2 marzo 1966      |                   |
| 23 | A Day Called 4 Jaguar              | Il giorno del quarto giaguaro     | 9 marzo 1966      |                   |
| 24 | Crusade to Limbo                   | Crociata verso il Paradiso        | 23 marzo 1966     |                   |
| 25 | My Mother the Spy                  | Mia madre è una spia              | 30 marzo 1966     |                   |
| 26 | There Was a Little Girl            | C'era una volta una bambina       | 6 aprile 1966     |                   |
| 27 | It's All Done with Mirrors         | Il gioco degli specchi            | 13 aprile 1966    |                   |
| 28 | One Thousand Fine                  | Le mille meraviglie               | 27 aprile 1966    |                   |

## So Long Patrick Henry
- Diretto da: Leo Penn
- Scritto da: Robert Culp

### Trama
- Guest star: James Shen (conducente), Alex Finlayson (Mr. Redling), Gerald Jann (Interprete), Harold Fong (conducente), Ivan Dixon (Elroy Browne), Cicely Tyson (principessa Amara), Richard Loo (Mr. Tsung), Ricky Der (Mickey), Tiger Joe Marsh (bodyguard), John Lasell (Mr. Laswell), James Hong (Mr. Shaw), Nicholas Colasanto (reporter), John Livingston (speaker)

## A Cup of Kindness
- Diretto da: Leo Penn
- Scritto da: Morton Fine, David Friedkin

### Trama
- Guest star: Irene Tsu (ragazza), David Friedkin (Russ Conway), Robin Lee (bambino), Lee Kolima (Kwan Tak), Tommy Lee (fattorino)

## Carry Me Back to Old Tsing-Tao
- Diretto da: Mark Rydell
- Scritto da: David Karp

### Trama
- Guest star: Lang Yun (Irene), Allen Jung (T'ai Fu), Nancy Wong (Sally), Beulah Quo (Mary), Pilar Seurat (Catherine), Philip Ahn (Charlie Huan), Bernard Fox (Harold), David Sheiner (Turkey), Michael Conrad (Morton), Joan Swift (Jana), George Murdock (Mariner), Larry Thor (Mr. Farley), Hans William Lee (cinese)

## Chrysanthemum
- Diretto da: David Friedkin
- Scritto da: Edward J. Lakso

### Trama
- Guest star: Richard Lee Sung (Seaman), Michael Sung (cameriere), Alicia Li (Chinese Girl), Anna Shin (ragazza), Marcel Hillaire (Maximilian de Brouget), John Hoyt (comandante Riddle), Franklin Sui (Charlie Masters), Willard Lee (Wang Loo), Lawrence Ung (barista)

## Il drago blu
- Titolo originale: Dragon's Teeth
- Diretto da: Leo Penn
- Scritto da: Gilbert Ralston

### Trama
- Guest star: John Agrahan (dottor Stern), Robert Donner (dottor Bustard), Annabelle Garth (Audrey Freeman), James Hong (dottor Wing), Joanne Linville (Alicia Cavanaugh), Laya Raki (Tia Chang), Walter Burke (Sax (Johnny Sax), Ron Whelan (capitano Porter), Michael Faulkner (George Serengi), Kam Tong (Wang Lee), Caroline Kido (servo)

## The Loser
- Diretto da: Mark Rydell
- Scritto da: Robert Culp

### Trama
- Guest star: Larry Duran (Heavy), John Levinston (English poliziotto), Raynum K. Tsukamoto (vecchio), Vince Eder (guardia), Eartha Kitt (Angel), Albert Paulsen (Ramon), Fuji (Mano), Joseph Kim (generale Chu), Mako (Jimmy), Linda Wong (Lilly), Nancy Wong (Barbara), Hans William Lee (Aide)

## Danny Was a Million Laughs
- Diretto da: Mark Rydell
- Scritto da: Howard Dimsdale

### Trama
- Guest star: David Chow (sergente), John Barclay (dottor Moran), H. W. Gim (padre di Bus Boy), Willie Soo Hoo (Maitre D'), Martin Landau (Danny Preston), Jeanette Nolan (Helen Robinson), Keye Luke (tenente How), Linda Ho (Nancy), Aki Aleong (Kim), Ron Starr (Sam), Nicholas Colasanto (Genius), Larry Duran (Wong), Alan Chee (Bus Boy)

## Il povero Mike
- Titolo originale: The Time of the Knife
- Diretto da: Paul Wendkos
- Scritto da: Gilbert Ralston

### Trama
- Guest star: John van Dreelen (Kraft (Alexis Kraft), Jay Novello (Corday), June Kim (Miss Ota), Dale Ishimoto (Oshira), Madlyn Rhue (Jean (Jean Dillard), Warren Stevens (Michael Fane), David Chow (Mr. Kurimachi)

## Lo scambio
- Titolo originale: No Exchange on Damaged Merchandise
- Diretto da: Leo Penn
- Scritto da: Garry Marshall, Jerry Belson

### Trama
- Guest star: Steve Gravers (capitano Tommy Richards), Martin Priest (Lee Pink), Soon-Tek Oh (annunciatore), Angela Korens (stripper), Sue Randall (Louise Richards), Mako (Jimmy), H. T. Tsiang (Jimmy), Joanne Miya (Kai Hu), Kai Hernandez (segretario/a), Byron Morrow (Bentley Reed), Kurt Kreuger (Erik Thorsten)

## Tascia
- Titolo originale: Tatia
- Diretto da: David Friedkin
- Scritto da: Robert Lewin

### Trama
- Guest star: Laura Devon (Tascia (Tatia Loring)), Richard Garland (John Irving), John Rayner (Roderick)

## Weight of the World
- Diretto da: Paul Wendkos
- Scritto da: Robert Lewin

### Trama
- Guest star: Bob Okazaki (assistente/addetto), Robert Ho (conducente), Jack Reitzen (Lecturer), Kay Shimatsu (Futa), Albert Salmi (dottor Chulock), Marlyn Mason (Vicki (Vicki Richards)), Rex Ingram (dottor Bingham), Yuki Shimoda (Koyo), Fuji (Ko), Hideo Imamura (Mok), Victor Sen Yung (Lee Wing), Jeanne Arnold (Mde. Chulock)

## Miss Lauder
- Titolo originale: Three Hours on a Sunday Night
- Diretto da: Paul Wendkos
- Scritto da: David Friedkin, Morton Fine

### Trama
- Guest star: Kai Pat Li (Madame One Ten), Key Shimatsu (tenente Kai), Virginia Lee (Ahnu), Frank Kumagai (prestatore su pegno), James Shigeta (Tommy), Julie London (Phyllis Waters), Sheldon Leonard (Sorge), Simon Scott (Mr. Starrett), Moko Mokusho (Meiko)

## Fuochi d'artificio
- Titolo originale: Tigers of Heaven
- Diretto da: Allen Reisner
- Scritto da: Morton Fine, David Friedkin

### Trama
- Guest star: George Takei (Ito), Yuki Shimodo (Ishikura), David Friedkin (Marine Captain), Aly Wassil (uomo), Miiko Taka (Yoshino Tasuko), Teru Shimada (Mr. Okura), George Matsui (Kozo), Soon-Tek Oh (Kabuki), Grant Sullivan (colonnello John Allen), Kay Reynolds (donna), Maureen Arthur (Miss Meriweather), Hiroshi Minami (Toshio)

## Il treno
- Titolo originale: Affair in T'Sien Cha
- Diretto da: Sheldon Leonard
- Scritto da: David Friedkin, Morton Fine

### Trama
- Guest star: James Hong (Fortune Teller), Hedley Mattingly (Hardy), Raynum K. Tsukamoto (Lou Wai), Nancy Hsueh (ragazza), Vera Miles (Rachel (Rachel Nelson), Roger C. Carmel (Edwin Wade), John Orchard (Gavin), Lukas Shimatsu (Lee Ho), H. T. Tsiang (Yau Shui), Clive Wayne (Maitland)

## The Tiger
- Diretto da: Paul Wendkos
- Scritto da: Robert Culp

### Trama
- Guest star: Martin Fong (soldato barcollante), William Boyett (pilota Jim), Beulah Quo (madre), Nancy Hsueh (infermiera), Lew Ayres (dottor Owen Maclean), France Nuyen (Sam Maclean), Robert Brubaker (colonnello Gabe Wise), Allen Yung (comandante), Leon Lontoc (uomo)

## The Barter
- Diretto da: Allen Reisner
- Scritto da: R. S. Allen, Harvey Bullock

### Trama
- Guest star: George Zaima (impiegato), Irvin Ashkenazy (Leader), Brad Logan (agente), Karl Lukas (agente), Roger C. Carmel (Gordon Merritt), John Abbott (professore Janos Shenko), Philip Ober (Jeff Sommers), John Alderson (Koski), Michael Forest (Igor Baliyakuvan), Lisa Jager (Lin Sommers), Noel Drayton (Mr. Gurney), George Perina (Fjodor), Yuki Shimado (Mr. Shung), Helen Funai (Kako), George Takei (Yuze), Joan Blackman (Donna Shepard)

## Always Say Goodbye
- Diretto da: Allen Reisner
- Scritto da: Robert C. Dennis, Earl Barret

### Trama
- Guest star: Kenneth Chang (servo), Ko-Ko Tani (Yana), Harold Fong (Vagrant), Lee Kolima (Ganko), Kent Smith (James Winthrop), Dan Tobin (segretario Joe Banning), Florence Marly (Eliska), Tanigoshi (Ito), Jerry Fujikawa (Mr. Takata), Tad Horino (Oshima), France Nuyen (Sada)

## Court of the Lion
- Diretto da: Robert Culp
- Scritto da: Robert Culp

### Trama
- Guest star: Mariko Taki (Reiko), George Matsui (Mate), Yuki Tani (ragazza), Lois Kinchi (signora anziana), Godfrey Cambridge (Cetshyayo), Miko Mayama (Mei), Mako (Baby Face), Dale Ishimoto (capitano Shimatsu), Eddie Parker (Udo), Joseph Kim (generale), Rozelle Gayle (Zulu Guard), Morgan Roberts (Zulu Guard), Don Blackman (Zulu Guard), Mori Moto (ragazza)

## Mister Karafatma
- Titolo originale: Turkish Delight
- Diretto da: Paul Wendkos
- Scritto da: Eric Bercovici

### Trama
- Guest star: Robert Hernandez (Porter), Weaver Levy (uomo), Andy Anza (portinaio), Abel Franco (negoziante), Victor Buono (Karafatma), Franco Corsaro (Steffanello), Louis Mercier (Gerard De Pierrefeu), Nicholas Georgiade (guardia), Charles Horvath (guardia), Rodolfo Hoyos, Jr. (Beltran), David Renard (impiegato), Pepe Hern (usciere), Victor Millan (impiegato), Nestor Paiva (Del Gado), Diana Sands (dottor Rachel Albert)

## Bet Me a Dollar
- Diretto da: Richard C. Sarafian
- Scritto da: Morton Fine, David Friedkin

### Trama
- Guest star: Julia Montoya (donna), Julian Rivero (Jose), Natividad Vacio (Man on Bus), Araceli Rey (donna), Pepito Hector Galindo (Ramon), Lou Krugman (Hidalgo), Miguel Ángel Landa (dottor Munoz), Danielle De Metz (Racquel), Martin Garralaga (Limon), Stella Garcia (infermiera Frias), Linda Rivera (infermiera), Jorge Moreno (conducente del bus), Linda Dangcil (Pilar), Felipe Turich (Jorge)

## Return to Glory
- Diretto da: Richard C. Sarafian
- Scritto da: David Friedkin, Morton Fine

### Trama
- Guest star: Antoinette Bower (Shelby (Shelby Clavel), Mark Dana (Martin (Martin Page), Makee K. Blaisdell (Sniper), Roberto Klesias (Cordoba), Victor Jory (Ortiz), Dolores del Río (Cerita), Stephen Michaels (ragazzo)

## The Conquest of Maude Murdock
- Diretto da: Paul Wendkos
- Scritto da: Earl Barret, Robert C. Dennis

### Trama
- Guest star: Caitlin Wyles (Estrellita), Pepe Callahan (bandito), Billy Curtis (Disguised), James Oliver Queen (Disguised), Jeanette Nolan (Maude (Maude Murdock), Philip Bourneuf (Saunders), Pedro Gonzales Gonzales (Jaime), Laurence Haddon (Social Secretary), William Stevens (Security Man), Larry Thor (Walter Kermit), Melora Conway (segretaria), William Leslie (Security Agent), Rico Alaniz (messicano General), Joel Fluellen (Oba Basinga), Carlos Romero (bandito), Alberto Monte (cameriere)

## A Day Called 4 Jaguar
- Diretto da: Richard C. Sarafian
- Scritto da: Michael Zagor

### Trama
- Guest star: Larry Ward (Blair), Robert Carricart (dottore), Henry O'Brien (Aztec), Joe Dominguez (paesano), Rory Calhoun (Dimitri (Dimitri Balin), George Montgomery (Nicolai (Nicolai Kirov), Kamala Devi (Felicitas), Henry Amargo (Aztec)

## Crusade to Limbo
- Diretto da: Richard C. Sarafian
- Soggetto di: Jack Turley

### Trama
- Guest star: Margarito Luna (Balloon Vendor), Victor Eberg (messicano Artist), Aurora Clavel (donna messicana), Lourdes Teran (ragazzina messicana), Howard Duff (Sean Christy), Frank Silvera (Munoz Munoz), Antoinette Bower (Shelby Clavel), Gene Lyons (Tom Keith), Wesley Addy (Hubbard), Charles Winters (Elliot), Don Ross (Jim Stanley), Carl Milletaire (Vasconcelos Vasconcelos), Guillermo Rivas (Esteban), David Silva (Victor), Sheldon Leonard (se stesso)

## My Mother the Spy
- Diretto da: Richard Benedict
- Scritto da: Harold Gast

### Trama
- Guest star: Ángel Martín (Flamenco Dancer), Alex Henteloff (Attache), Anthony Brand (cantante flamenco), Isabel Larra (Flamenco Dancer), Sally Kellerman (Angela (Angela March), Alejandro Rey (Ferenc Stavros), Theodore Marcuse (Tiba), Walter Kray (Kalmar (Sven Kalmar), Edward Colmans (dottor Jalis), Begonia Placios (infermiera), Paul Micale (padre to Be (Senor Ortiz), James Daris (uomo robusto), Nicholas Colasanto (tassista), Pepita Funez (ballerina flamenco)

## There Was a Little Girl
- Diretto da: John Rich
- Soggetto di: Robert Bloch

### Trama
- Guest star: Estelita Rodriguez (Filipa), Harry Raybould (Porada (Sylvestro Porada), Fred Carson (Rivera), Jose DeVega (Miguel), Mary Jane Saunders (Kathy (Kathy Sherman), Chet Stratton (Peterson)

## It's All Done with Mirrors
- Diretto da: Robert Butler
- Scritto da: Stephen Kandel

### Trama
- Guest star: Diki Lerner (Baltor), Bert Elliott (Vlacek), Joe Raciti (Rubez), Joe Gold (Sklar), Carroll O'Connor (Karolyi (Dr. Zoltan Karolyi), Fay Spain (Vanessa (Vanessa Pemberly), Richard Bull (Blaine), James Frawley (Greenberg), Roy Jenson (Tate), Lawrence Montaigne (Smollet), Arnold Lessing (Spanish Guitarist), Gene Twombly (Berger)

## One Thousand Fine
- Prima televisiva: 27 aprile 1966
- Diretto da: Paul Wendkos
- Scritto da: Eric Bercovici

### Trama
- Guest star: Ruben Moreno (Gaspar), Jerado Decordovier (Padre), Tony Davis (ragazzo), Pedro Regas (uomo), Dane Clark (Gannon (Jack Gannon), Susan Oliver (Jean), Alex Montoya (Guzman), Stacy Harris (Hamilton (Cornelius Hamilton), Jesus Sanodval (ragazzo più grande)